# Tufière de Rolampont

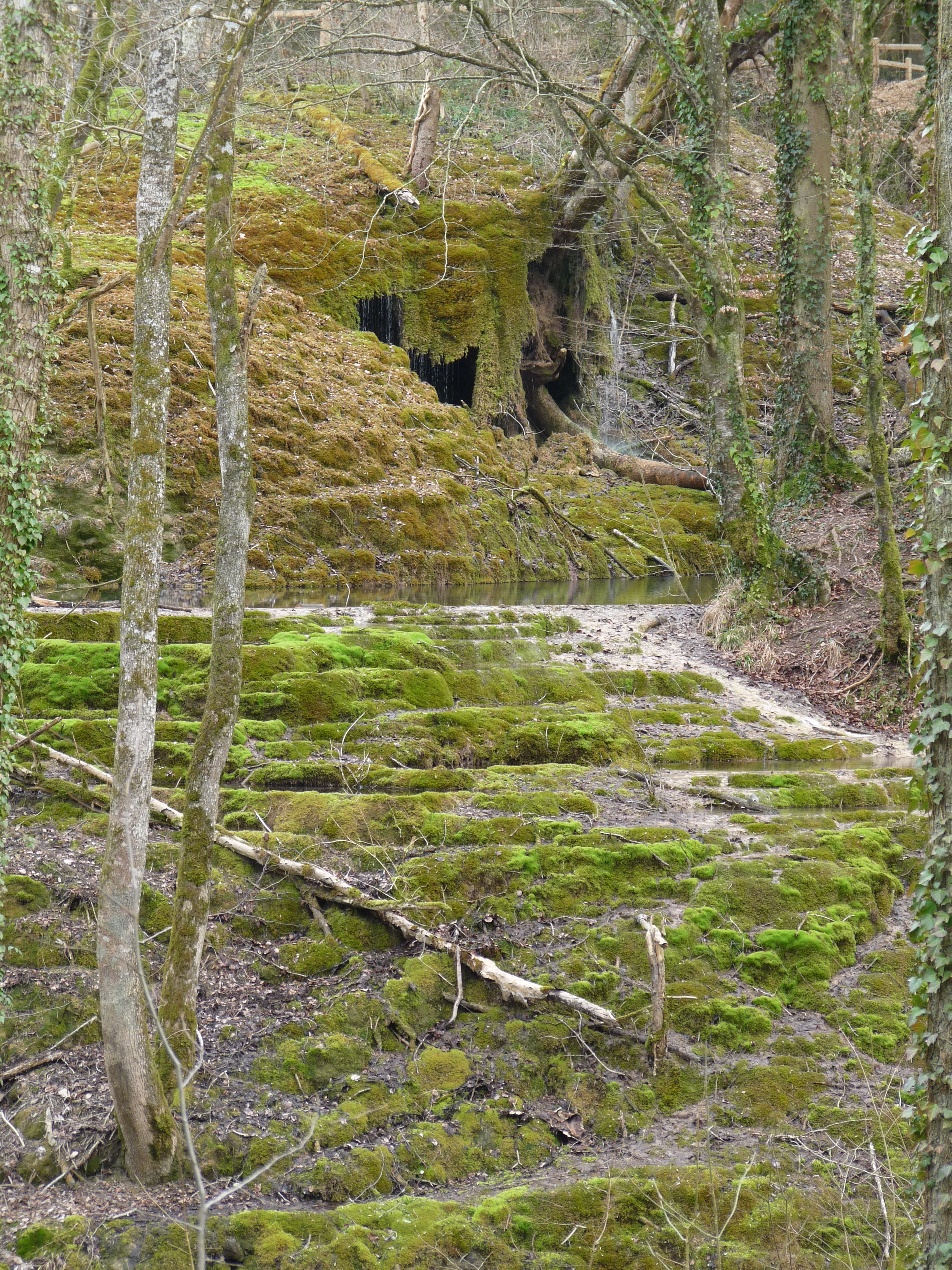
Escaliers naturels construits par le ruissellement de l'eau calcaire.

La tufière de Rolampont est un site naturel classé de Haute-Marne, situé à Rolampont, à 11 km au nord de Langres, à proximité du canal entre Champagne et Bourgogne et de l'autoroute A31. La tufière est un milieu biologique vivant et actif depuis des millénaires qui héberge une flore et une faune remarquables, mais cet écosystème est fragile et a nécessité la mise en place de mesures de protection. D'un point de vue pédagogique, la tufière constitue une sorte de laboratoire à ciel ouvert permettant d'observer à la fois un phénomène naturel en train de s'opérer (une eau chargée de calcaire s'écoule à travers des mousses qu'elle pétrifie peu à peu) et le résultat de ce processus (des formations de tuf achevées et qui n'évolueront plus, à tel point qu'on peut les utiliser comme matériau de construction). Enfin la tufière fait également partie des destinations prisées des randonneurs et des amis de la nature.

## Description
Propriété communale, le site couvre une superficie de 12,6 hectares, sur une longueur de 200 m et avec un dénivelé de 20 m. À ce titre, c'est l'une des formations de tuf (ou travertin) les plus volumineuses de l’est de la France.
Les milieux calcaires de Champagne – et notamment de Haute-Marne – sont propices à la formation de phénomènes naturels tels que les tufières, parfois désignées localement sous le nom de « cascades », car le dépôt du calcaire contenu dans les eaux d'infiltration et sa transformation en tuf conduit à la formation d'escaliers et de bassins en gradins caractéristiques.
À l'origine, le ruissellement provient d'une source dont les eaux se jettent dans un ruisseau, le Vaubrien – lui-même affluent de la Marne – et qui coule au pied de la tufière.
Les espèces de mousses sur lesquelles se dépose le calcaire sont notamment Palustriella commutata, Eucladium verticillatum et Gymnostomum calcareum.

## Protection
Le site a fait l'objet de plusieurs mesures de protection. Il a été classé « site naturel » par un arrêté du 23 juillet 1982. C'est une Zone Natura 2000 et une Zone naturelle d'intérêt écologique, faunistique et floristique (ZNIEFF).

## Tourisme
La valorisation du site a été entreprise dès 1972-1973 : aménagement des abords, pose de grillages, construction de ponts en bois, d'escaliers et de bancs.
Un sentier pédestre permet de faire tour du site en une heure environ. Des panneaux d'interprétation en trois langues permettent de mieux comprendre les processus conduisant à l'édification d'une tufière. Le site est interdit aux cavaliers et aux cyclistes.
Grâce à un circuit de randonnée balisé de 11 km, il est possible d'associer la découverte de la tufière à la visite du mausolée gallo-romain de Faverolles, distant de 4 km.

## Galerie

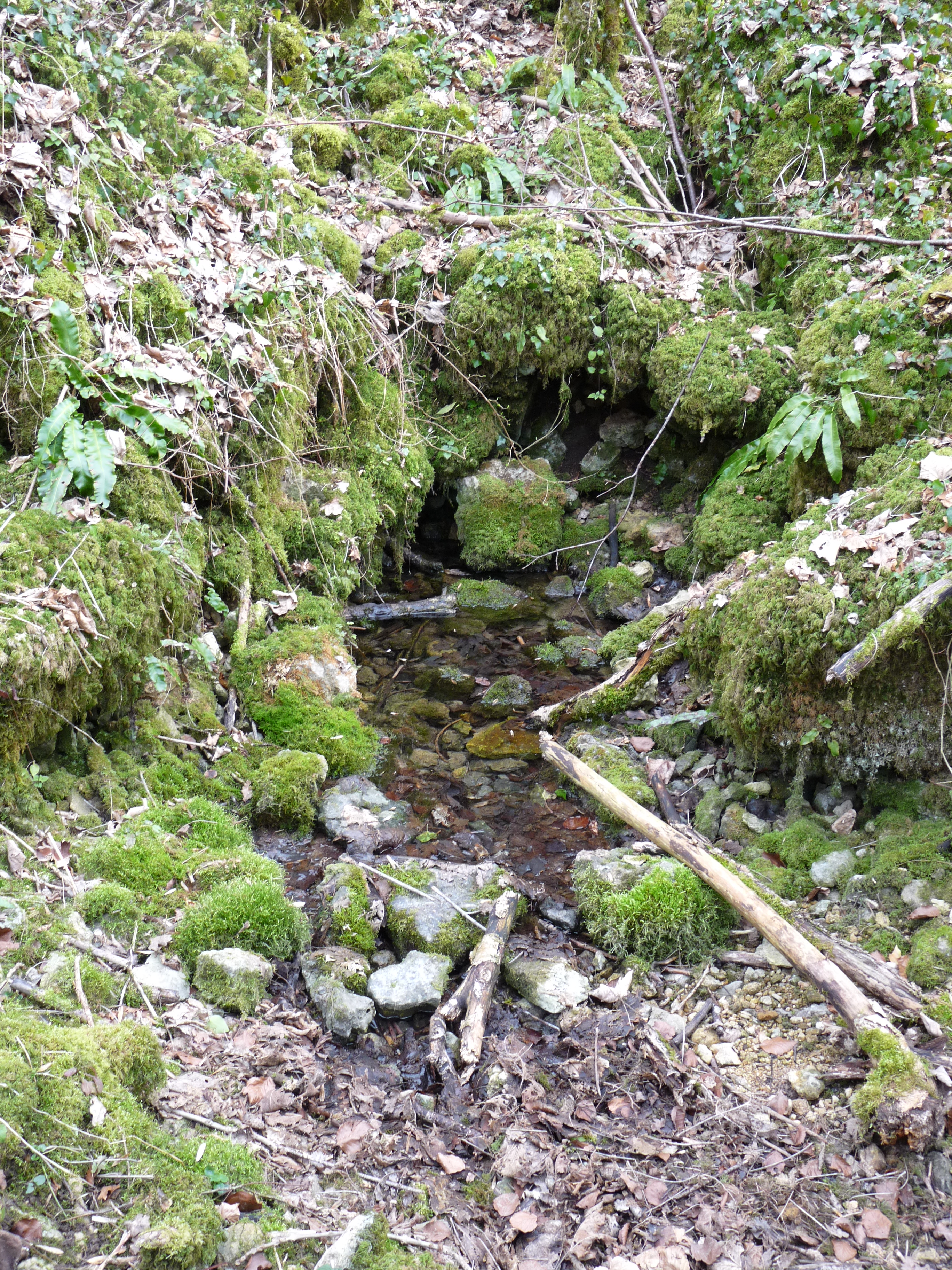
Source.
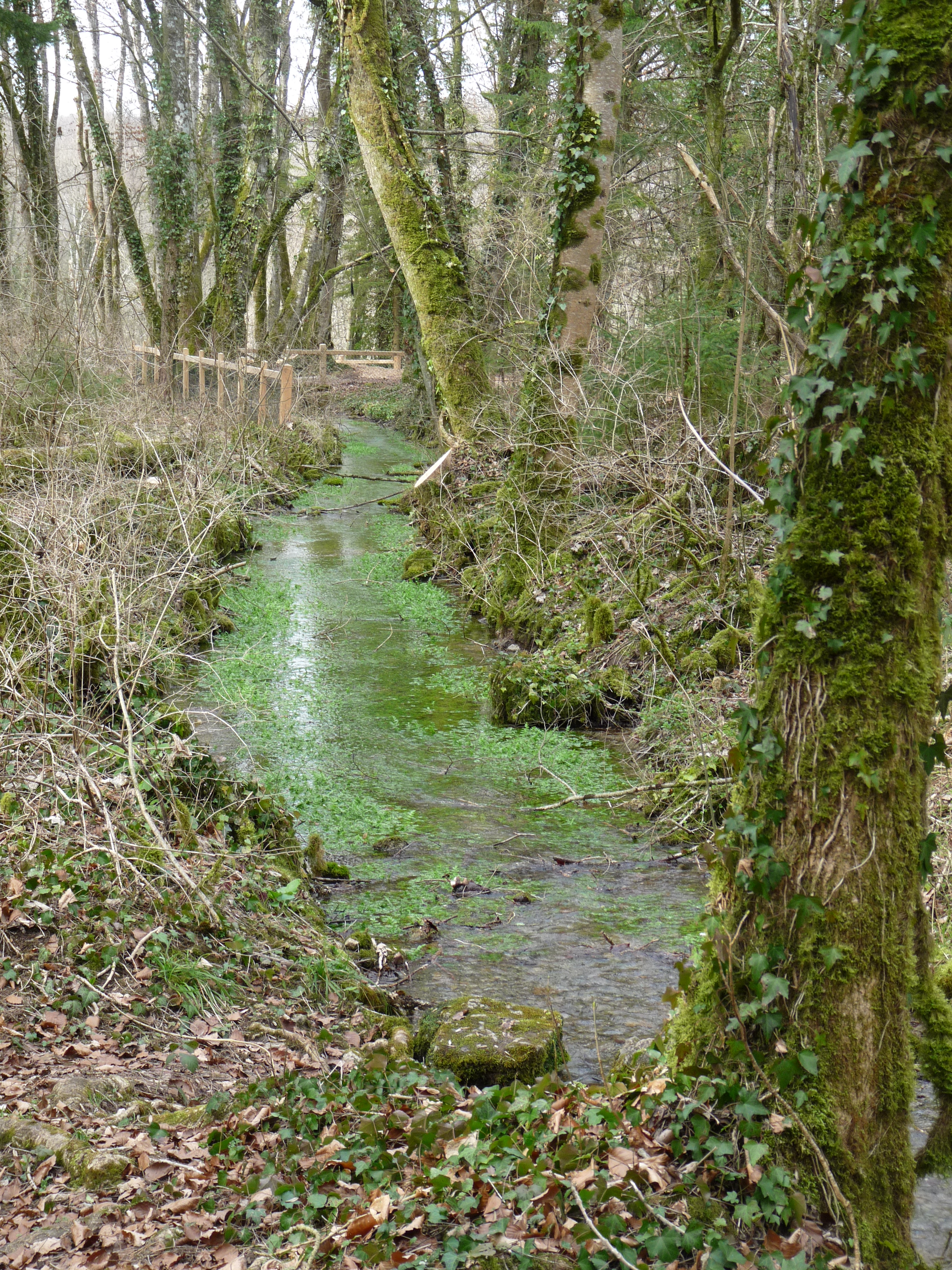
Le Vaubrien.
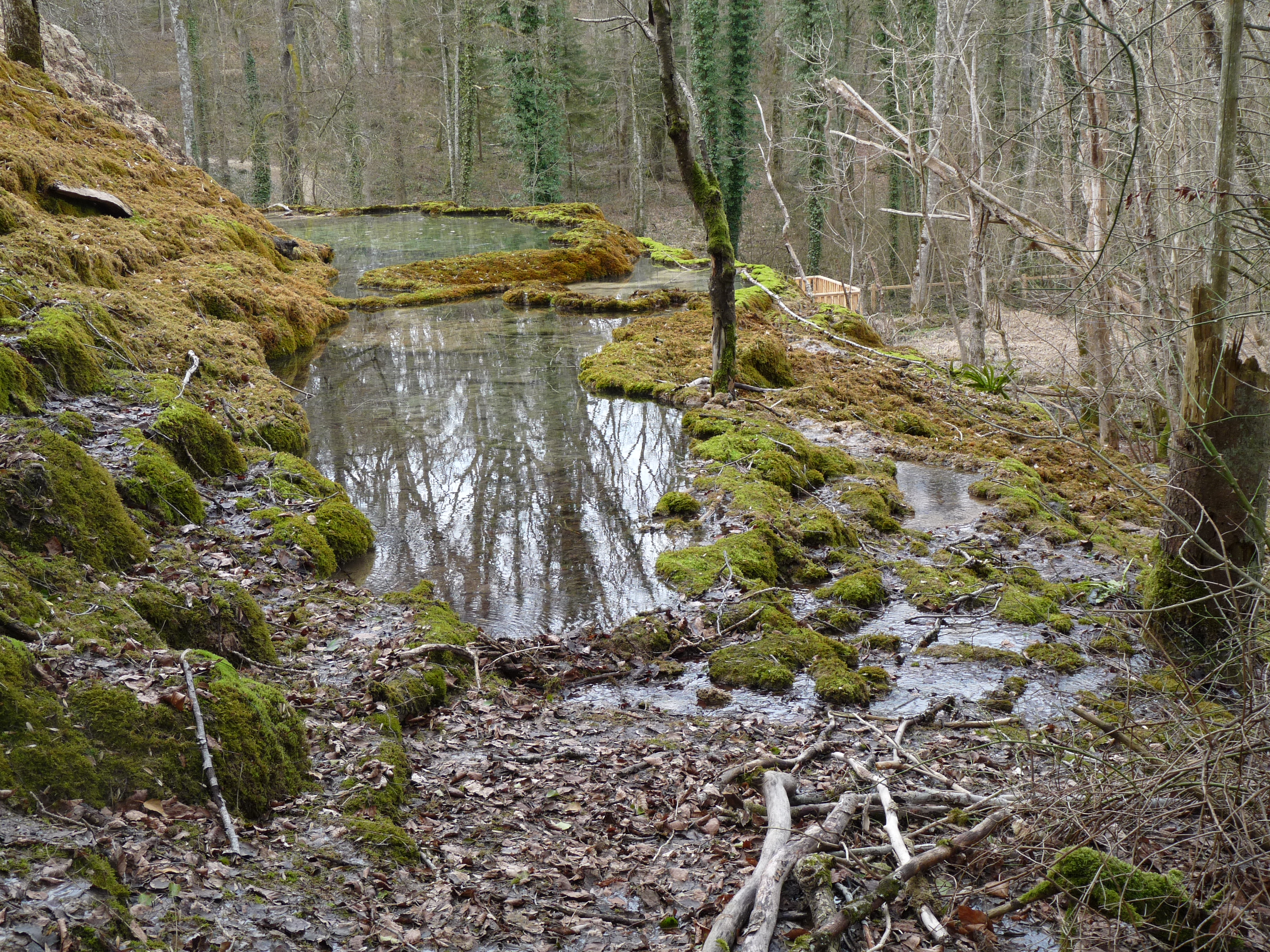
Bassins en gradins.
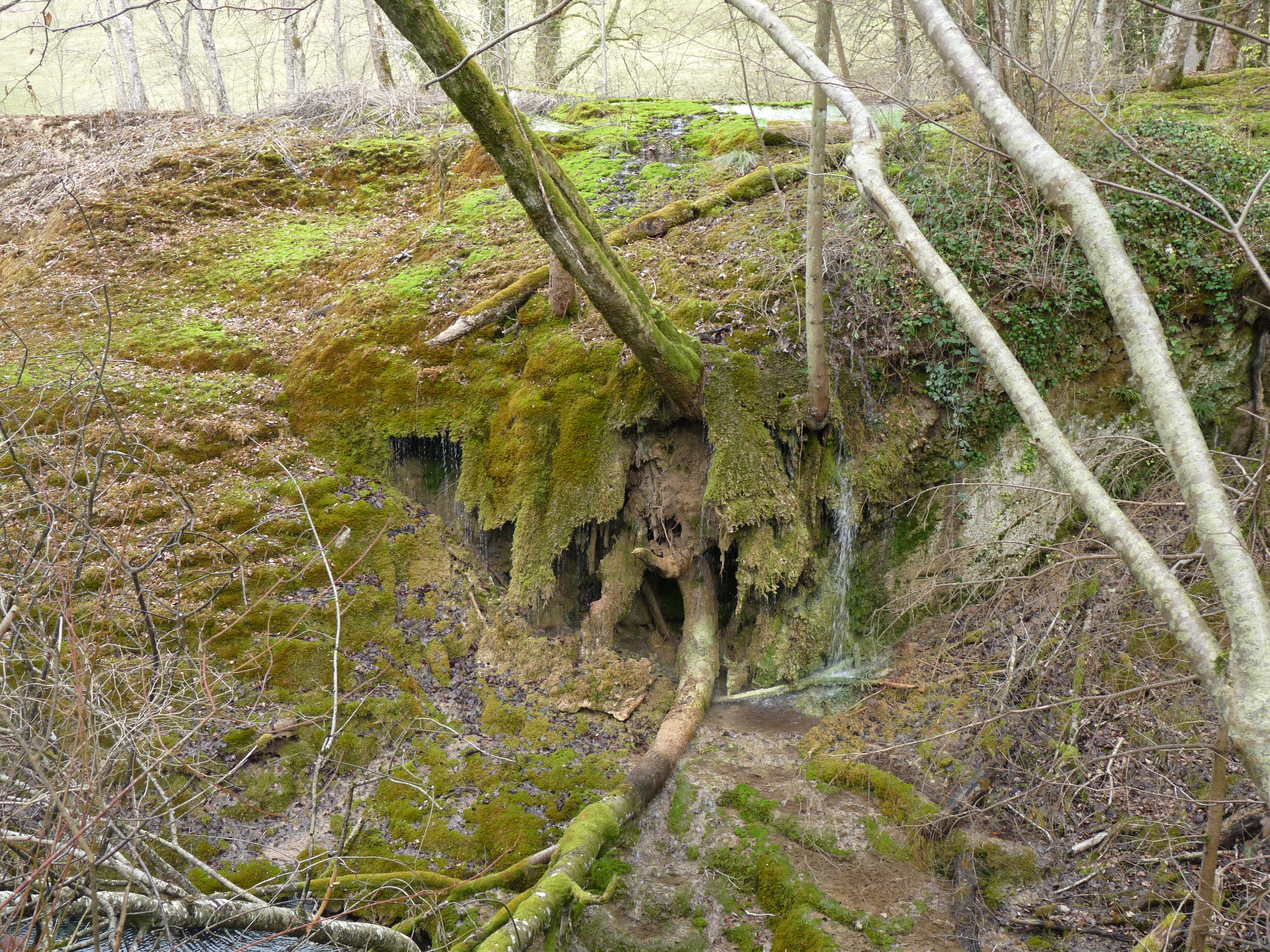
Tuf en formation.
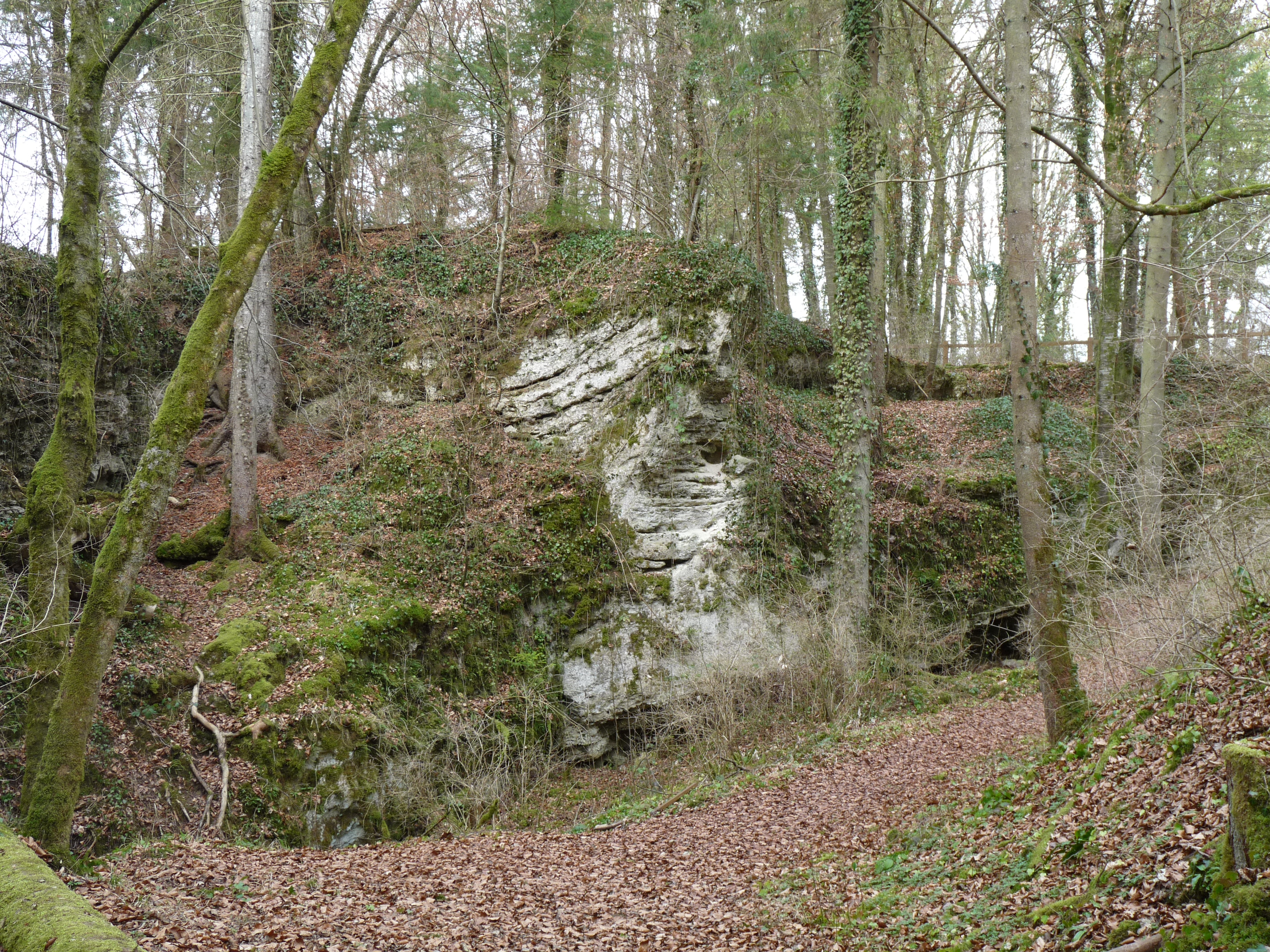
Tuf fossile.
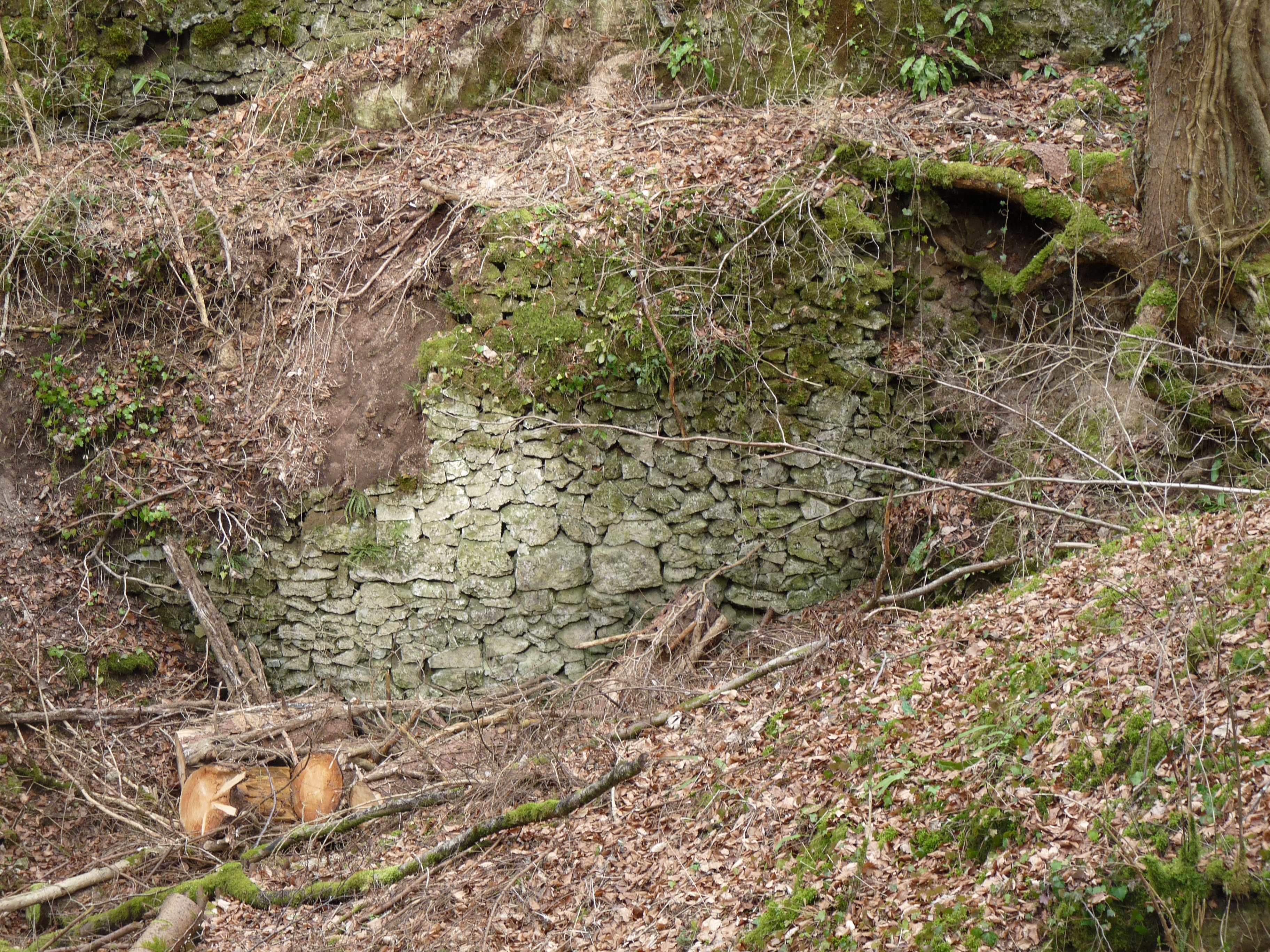
Carrière de tuf.
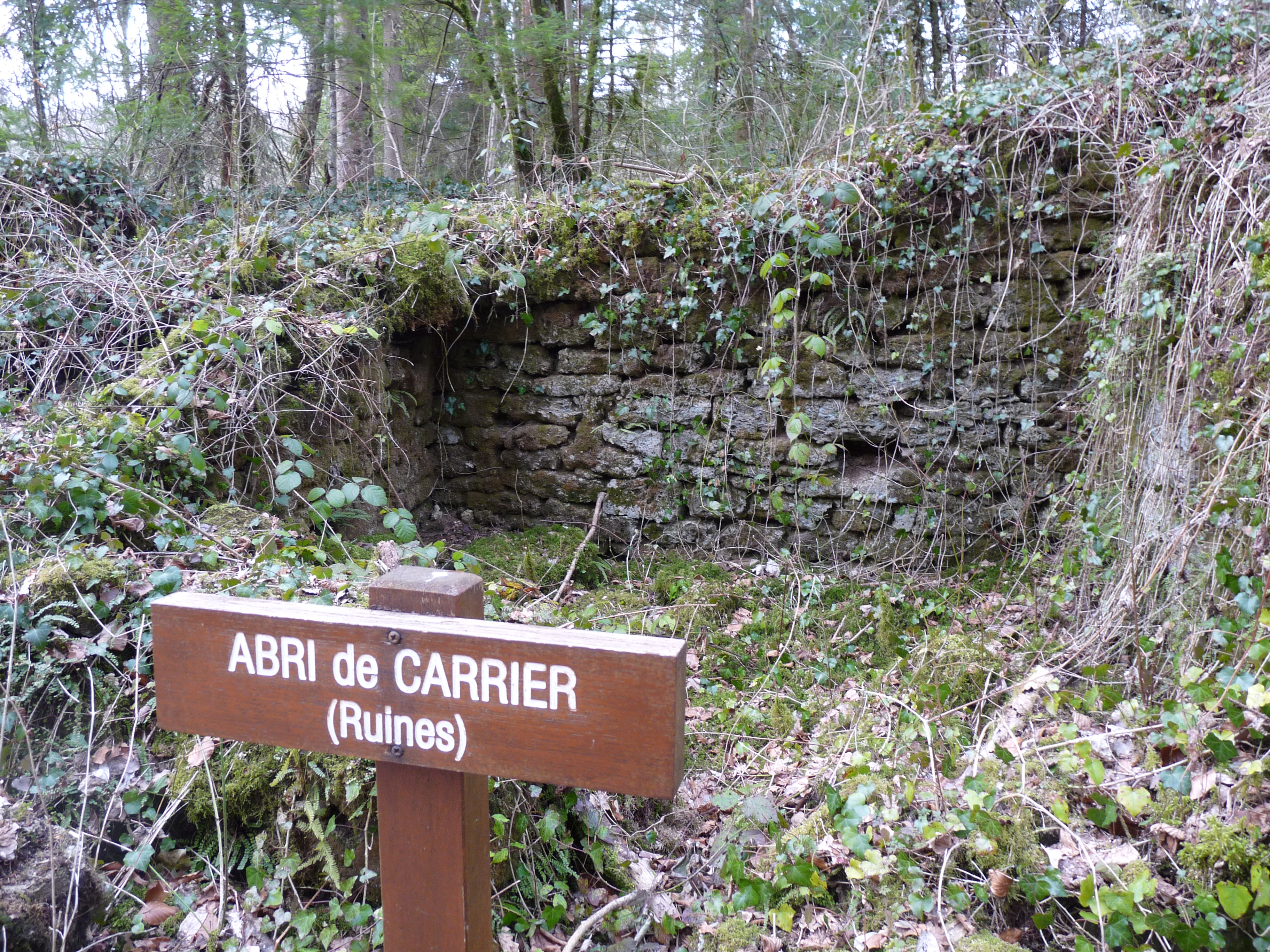
Ruines d'un abri de carrier.
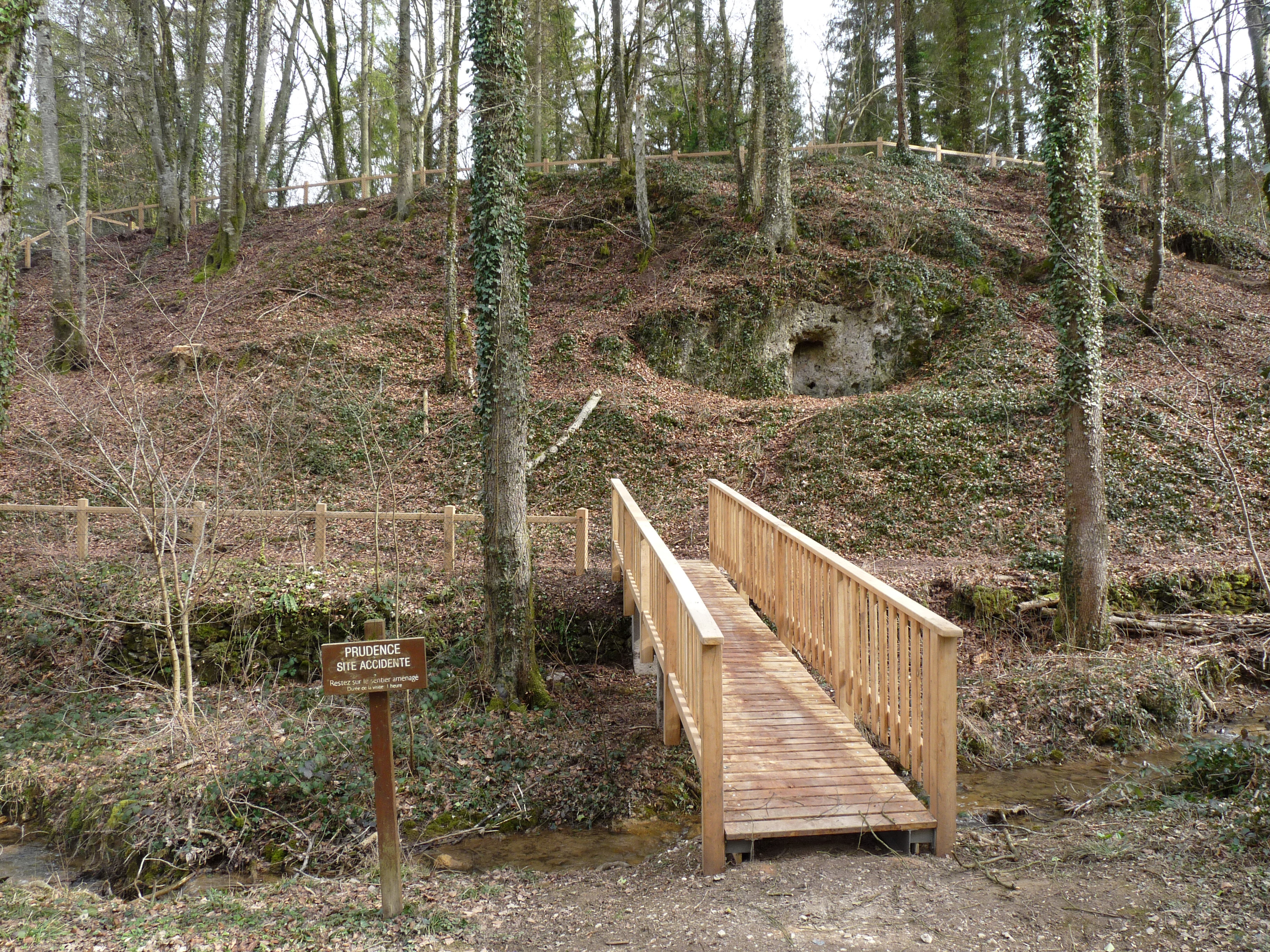
Parcours aménagé.